# Vatten- och rörbockar
Vatten- och rörbockar (Reduncinae) är en underfamilj i familjen slidhornsdjur som består av tre släkten. Alla arter lever i Afrika. Det är omstritt om råbocksantilopen ska räknas till underfamiljen.

## Beskrivning
Dessa djur är mellanstora till stora antiloper som främst livnär sig av gräs. Alla arter kännetecknas av en jämförelsevis lång päls. Med undantag för kob saknar alla arter de körtlar som ligger framför ögonen och som egentligen är kännetecknande för slidhornsdjur. Det är bara hannar som bär horn. Hos vatten- och rörbockar är hornen böjda framåt och hos råbocksantilopen är hornen raka.
Vatten- och rörbockar är stark bundna till vattenansamlingar. De förekommer i hela Afrika söder om Sahara. Råbocksantilopen är däremot anpassad till klippiga bergsområden och lever bara vid kontinentens sydspets.

## Systematik
Underfamiljen består av tre släkten med sammanlagt nio arter:
- Vattenbockar (Kobus), 5 till 6 arter
- Rörbockar (Redunca), 3 arter
- Råbocksantiloper (Pelea), 1 art

Vatten- och rörbockar har liknande morfologiska egenskaper och listas därför i släktgruppen Reduncini. Råbocksantilopen listades tidigare i en underfamilj som idag är upplöst (Neotraginae) eller till gruppen gasellantiloper. Några forskare hävdar att arten utgör en egen underfamilj, Peleinae, som tidigt skilde sig från de andra slidhornsdjuren. Molekylärgenetiska undersökningar tyder på att inordningen i Reduncinae bäst beskriver situationen. Dessa undersökningar är ännu inte godkända av alla zoologer.